# We Are Lady Parts
We Are Lady Parts é uma série de televisão britânica escrita e dirigida por Nida Manzoor. A série conta a história de uma banda de punk rock de mesmo nome, composta inteiramente por mulheres muçulmanas. Estreou no Channel 4 em 20 de maio de 2021.

## Elenco e personagens
- Anjana Vasan como Amina
- Sarah Kameela Impey como Saira
- Juliette Motamed como Ayesha
- Faith Omole como Bisma
- Lucie Shorthouse como Momtaz
- Aiysha Hart como Noor
- Zaqi Ismail como Ahsan
- David Avery como Abdullah
- Shobu Kapoor como Seema
- Sofia Barclay como Zarina

## Episódios
| Temporada | Temporada | Episódios | Episódios | Originalmente exibido  | Originalmente exibido  |
| Temporada | Temporada | Episódios | Episódios | Estreia da temporada   | Final da temporada     |
| --------- | --------- | --------- | --------- | ---------------------- | ---------------------- |
|           | Piloto    | Piloto    | Piloto    | 21 de dezembro de 2018 | 21 de dezembro de 2018 |
|           | 1         | 6         | 6         | 20 de maio de 2021     | 24 de junho de 2021    |

## Recepção
No Rotten Tomatoes, a série tem uma pontuação de 100% com base em 27 críticas com uma classificação média de 7,82 de 10. O consenso crítico diz: "Energia infecciosa, ótimas canções e um elenco magnético se unem para fazer de We Are Lady Parts uma comédia de rock que é tão subversiva quanto hilária". No Metacritic, a série tem uma pontuação de 83 em 100 com base em 15 avaliações indicando "aclamação universal".

## Transmissão
We Are Lady Parts estreou no Channel 4 em 20 de maio de 2021, com todos os episódios simultaneamente disponíveis para transmissão plataformas de streaming All 4.